# 日韓自由貿易協定
日韓自由貿易協定（にっかんじゆうぼうえききょうてい）とは、日本と韓国との間で交渉が開始されたが交渉が中断となっている自由貿易協定（FTA）。日本の2番目に交渉開始した自由貿易協定である。

## 概要
1998年12月から2000年5月にかけてシンクタンクによる共同研究が行われ、日韓自由貿易協定の効果等について分析がされた。
2001年3月から2002年1月にかけて日韓自由貿易協定ビジネス・フォーラムにおいて日韓FTAを包括的な経済連携協定として早期に推進すべきとの共同宣言文を発出した。
2002年7月から2003年10月にかけて日韓自由貿易協定共同研究会が行われ、日韓自由貿易協定は、日韓双方にとって有益であり、日韓パートナーシップの象徴たり得る、日韓両国政府は、包括的な日韓自由貿易協定を締結すべく早期に交渉を開始するべきであるとの提言を含む報告書を発表。
2003年10月、日韓両国首脳は、首脳会談において、「両国政府が今年中に自由貿易協定締結交渉を開始し、2005年内に実質的に交渉を終了することを目標とする」ことで一致した。

## 交渉会合
2003年12月22日、ソウルにおいて日韓FTA締結交渉第1回会合が開催された。この会合において交渉の枠組みにつき合意がされた。
2004年2月23日から25日まで、東京において日韓FTA締結交渉第2回会合が開催された。
2004年4月26日から28日まで、ソウルにおいて日韓FTA締結交渉第3回会合が開催された。
2004年6月23日から25日まで、東京において日韓FTA締結交渉第4回会合が開催された。
2004年8月23日から25日まで、韓国の慶州において日韓FTA締結交渉第5回会合が開催された。
2004年11月1日から3日まで、東京において日韓FTA締結交渉第6回会合が開催された。第7回交渉の日程については、今後調整するとされたが以後交渉会合は開催されず、2004年11月から中断となっている。

## 交渉再開への動き
2004年12月、日韓首脳会談にて、小泉総理より、できるだけ早い機会に市場アクセス交渉を開始し、2005年中に自由貿易協定の妥結を目指すべき旨述べたのに対し、盧武鉉大統領より、当初の首脳間の合意の精神を確認して交渉を進めたい旨述べた。
2005年6月、日韓首脳会談にて、小泉総理より、交渉を早期に再開することが大事である旨述べたのに対し、盧武鉉大統領より、韓国側の事情につき説明があった。
2006年10月、日韓首脳会談にて、安倍総理より、日韓両国の経済は相互依存が進んでおり、未来志向の関係を作っていくためにも交渉を加速させたい旨述べたのに対し、盧武鉉大統領より、交渉は再開されるべきだが内容について考え方の違いがある、引き続き関心を持って話し合いを続けたい旨述べた。
2007年7月、日韓ハイレベル経済協議（外務審議官級）にて、交渉再開に向けた環境醸成について意見交換。
2008年2月、日韓首脳会談において、福田総理（当時）より、予備的協議の開催を提案し、両首脳は交渉の再開につき検討していくことで一致。
2008年4月、日韓首脳会談において、日韓経済連携協定交渉の再開に向けた検討及び環境醸成のための実務協議を6月中に開催することで一致。
2008年6月25日、東京において、日韓経済連携協定締結交渉再開に向けた検討及び環境醸成のための実務協議の第1回会合が開催された。この今次実務協議では、2008年4月の日韓首脳会談での合意のフォローアップとして、交渉中断後の情勢の変化を踏まえつつ、日韓EPAの意義及び原則につき改めて議論を行った上で、日韓双方の関心事項につき率直な意見交換を行った。今回の会合で従来の議論を整理し、交渉再開に向けた双方の立場に関する理解を進めることができ、大変有意義であった。交渉再開に向けた検討及び環境醸成のため、今回の協議の内容をそれぞれ持ち帰って検討することで一致した。
2008年12月4日、ソウルにおいて、日韓経済連携協定締結交渉再開に向けた検討及び環境醸成のための実務協議第2回会合が開催された。
2009年2月、日韓外相会談において実務協議のレベルを審議官級に格上げすることで一致。
2009年7月1日、東京において、日韓経済連携協定締結交渉再開に向けた検討及び環境醸成のための実務協議第3回会合が開催された。この実務協議は、2008年4月の日韓首脳共同プレス発表を受けて2008年6月及び12月に課長級で開催されていたが、今回は、2009年2月の日韓外相会談で代表レベルを審議官級に上げることで合意したことを踏まえ、また6月28日の日韓首脳会談で7月1日に協議を行うことが合意・発表されたことを踏まえ、審議官級で開催された。
2009年12月21日、ソウルにおいて、日韓経済連携協定締結交渉再開に向けた検討及び環境醸成のための実務協議第4回会合が開催された。今後の日程については外交ルートで調整することとしたと発表されたが以後開催されていない。
2010年9月16日、東京において、日韓経済連携協定締結交渉再開に向けた局長級事前協議が開催された。
2011年5月9日、ソウルにおいて、日韓経済連携協定締結交渉再開に向けた局長級事前協議が開催された。